# Equal Rights (album)
Pour les articles homonymes, voir Equal Rights.
Bass : Robbie Shakespeare
Albums par Peter Tosh
Legalize It
(1976) Bush Doctor
(1978)
Equal Rights est le deuxième album solo de Peter Tosh.

## Liste des chansons
1. Get up Stand up
2. DownPresser Man
3. I am that I am
4. Stepping razor
5. Equal rights
6. African
7. Jah Guide
8. Fight apartheid

- Réédité en 2000 avec 2 bonus tracks en live (1982) : Pick Myself Up et African.

- Réédité en 2011 en format double CD ("Legacy Edition"). Liste des morceaux :

CD 1
1. Get Up, Stand Up
2. Downpressor Man
3. I Am That I Am
4. Stepping Razor
5. Equal Rights
6. African
7. Jah Guide
8. Apartheid

Bonus tracks:
1. 400 Years (Out-take)
2. Hammer (Extended Version / Out-take)
3. Jahman Inna Jamdung (Out-take)
4. Vampire (Out-take)
5. Babylon Queendom (Out-take)
6. You Can't Blame The Youth (Out-take)
7. Mark Of The Beast (Out-take).

CD 2
1. Get Up, Stand Up (Alternate Version)
2. Dub-Presser Man (Dub Plate)
3. I Am That I Am (Shajahshoka Dub Plate)
4. Heavy Razor (Shajahshoka Dub Plate)
5. Equal Rights (Extended Version)
6. African (London Sound System Dub Plate)
7. Jah Guide (Dub Plate)
8. (Fight) Apartheid (Alternate Version)
9. Vampire (Demo)
10. Jahman Inna Jamdung (Demo)
11. Hammer (Shajahshoka Dub Plate)
12. Blame The Youth (Dub Plate)
13. Babylon Queendom (Dub Plate)
14. Vampires (Dub Plate)
15. Get Up, Stand Up (Extended /Alternate Version)